# BTA-6
BTA-6 (ros. Большой Телескоп Азимутальный) – sześciometrowy teleskop optyczny należący do Specjalnego Obserwatorium Astrofizycznego Rosyjskiej Akademii Nauk (Специальная астрофизическая обсерватория РАН). Teleskop znajduje się na górze Pastuchowa, niedaleko miejscowości Zielenczukskaja na Kaukazie, w Rosji. BTA-6 od czasu powstania w 1975 był największym teleskopem na świecie, wyprzedzając słynny pięciometrowy Teleskop Hale'a, aż do czasu wybudowania dziesięciometrowego Keck 1 na Hawajach w roku 1993. Ze względu na wiele problemów, związanych w szczególności z jego rozmiarami, nigdy nie zdołano w pełni wykorzystać jego teoretycznych zdolności. Przy konstrukcji tego teleskopu zastosowano tzw. montaż alt-azymutalny, który okazał się praktyczniejszy i łatwiejszy w budowie niż stosowany wcześniej montaż paralaktyczny.
Zaraz po jego zbudowaniu propaganda nazywała go „okiem świata”.

## Historia
W roku 1950 Radziecka Akademia Nauk podjęła decyzję budowy nowego obserwatorium. Prace pod kierownictwem Bagrata Joanisianina rozpoczęte zostały w roku 1959 w Pułkowie. Celem było stworzenie największego teleskopu na świecie; zdecydowano się na projekt teleskopu sześciometrowego.
Teoretyczną zdolność rozdzielczą teleskopu określa się na podstawie jego głównych parametrów, które przy sześciometrowym zwierciadle głównym wskazywały na 0,021 sekundy łuku. W praktyce jednak, wartość teoretyczna nigdy nie jest osiągana ze względu na m.in. takie czynniki jak zanieczyszczenia powietrza i jego ruchy oraz rozproszone światło pochodzące z pobliskich miast. Znajdujące się 75 metrów n.p.m. Pułkowo, w którym znajdowało się wówczas najważniejsze w kraju obserwatorium astronomiczne, nie było odpowiednim miejscem na umieszczenie teleskopu o takich rozmiarach. W celu ustalenia możliwie najodpowiedniejszego miejsca na wybudowanie nowego obserwatorium, rozesłano 16 ekspedycji do różnych regionów ZSRR. Ostatecznie, wybrano górę Pastuchowa w północnym Kaukazie, 2070 m n.p.m. W roku 1966 utworzono tam Specjalne Obserwatorium Astrofizyczne.
Pierwsze obserwacje przy użyciu BTA-6 przeprowadzono w nocy z 28 na 29 grudnia 1975. Już na początku okazało się, że teleskop nie spełnia oczekiwań konstruktorów. Zwierciadło główne odznaczało się poważnymi niedoskonałościami, czego jednym z głównych powodów był brak doświadczenia Rosjan w tworzeniu dużych obiektów tego typu.

## Główne parametry
Średnica zwierciadła głównego teleskopu BTA wynosi 605 cm, a jego światłosiła f/4 (ogniskowa 24 m), co pozwala na obserwację obiektów ok. 26 wielkości gwiazdowej. Zdolność rozdzielczą szacuje się na ok. 0,6 sekundy kątowej. Zwierciadło główne waży 42 tony.